# Буркард I фон Волденберг
Буркард фон Волденберг-Вьолтингероде (на немски: Burchard von Woldenberg-Wöltingerode Erzbischof von Magdeburg; * пр. 1182; † 3 април или 3 май 1235, Константинопол) е архиепископ на Магдебург (1232 – 1235).

## Произход и духовна кариера
Той е третият син на граф Лудолф II фон Волденберг-Вьолтингероде († 1888/1190) и съпругата му Аделхайд фон Халермунд или Гута фон Липе († 24 януари), дъщеря на Херман I де Липия († сл. 1160).
Буркард фон Волденберг е каноник в Хилдесхайм между 1182 и 1221 г. Той става провост в „Св. Петерсберг“ в Гослар между 1194 и 1232 г. и в „Св. Блазии“ в Брауншвайг между 1197 и 1234 г. През 1212 г. той е домхер в Магдебург, архдякон в Хилдесхайм между 1216 и 1232 г., между 1220 и 1221 г. провост в Хилдесхайм и през 1232 г. катедрален провост в Хилдесхайм. В края на декември 1232 г. е избран за архиепископ на Магдебург след смъртта на архиепископа на Магдебург Албрехт I фон Кефернбург († октомври 1232).
Между 1232 и 1235 г. Буркард фон Волденберг е избран електор на Магдебург (Electus confirmatus). Папата Григорий IX († 1241) първо е искал за ерхиепископ обаче пропст Енгелбрехт фон Алтона, но през 1233 г. признава избора на Магдебургците. Той не е помазан за епископ.
Буркард фон Волденберг умира по време на пътя от 1234 г. за поклонение в Светите земи на 3 април или 3 май 1235 г. в Константинопол, Истанбул, Мармара, Турция. Погребан е в катедралата на Магдебург. След него Вилбранд фон Кефернбург е от 1235 до 1253 г. архиепископ на Магдебург.
Чичо е на Лудолф I фон Шладен († 1241), епископ на Халберщат (1253 – 1255) и вай-епископ на Шверин (1270 – 1289).